# Архипов Василь Олександрович
Васи́ль Олекса́ндрович Архи́пов (нар. 30 січня 1926, с. Зворково, Куровський район, Московська область, СРСР — 19 серпня 1998, с. Купавна, Московська область) — радянський військово-морський діяч, віце-адмірал (1981), під час Карибської кризи запобіг запуску атомної боєголовки і, ймовірно, початку Третьої світової війни.

## Життєпис
В. О. Архипов народився 30 січня 1926 року в селянській родині села Зворково, Куровського району Московської області.
Батько — Олександр Миколайович Архипов (1889—1960), мати — Марія Миколаївна Архипова, до шлюбу Козирєва (1901—1970). Дружина — Ольга Григорівна, викладачка; в шлюбі з 1952 року. Того ж року у них народилася дочка Олена.

### Освіта
Закінчив 9 класів у селищі Клязьма Пушкінського району Московської області. У 1942 році вступив до 10-ого класу Ленінградської військово-морської спецшколи, яку евакуювали в Омську область, а в грудні 1942 — до Тихоокеанського вищого військово-морського училища на підготовчий курс.

Після закінчення Тихоокеанського вищого військово-морського училища, в 1945 році брав участь в бойових діях проти імперіалістичної Японії на мінних тральщиках Тихоокеанського флоту як курсант-дублер командира БЧ-1. Після завершення Другої світової війни В. О. Архипов, разом з усім 3-м курсом військового училища був переведений до Каспійського вищого військово-морського училища в м. Баку. У 1947 році В. О. Архипов закінчив навчання в училищі.

### Військова служба
В. О. Архипов проходив службу на різних офіцерських посадах військових кораблів Чорноморського, Північного та Балтійського флотів.

#### Аварія на підводному човні К-19
Влітку 1961 року В. О. Архипов брав участь в плановому поході АПЧ «К-19» на посаді дублера командира судна. 4 липня на човні виникала серйозна аварія, що могла спричинити атомний вибух. В процесі ліквідації аварії на борті човна склалася конфліктна ситуація — кілька офіцерів команди виступили проти рішення командира, капітана 2 рангу Миколи Затєєва. Вони вимагали затопити човен та висадити його команду на острів Ян-Майєн. За таких обставин командир змушений був вдатися до рішучих заходів задля запобігання ймовірного бунту. Він, за словами самого В. О. Архипова: 
|  | Наказав командиру БЧ-2 капітан-лейтенанту Мухіну втопити наявну на борту стрілецьку зброю, залишивши пістолети для нього самого, старпома Єніна, капітана 2 рангу Андрєєва, командира-дублера капітана 2 рангу Архипова і капітан-лейтенанта Мухіна, що і було негайно виконано |

Таким чином, у критичній ситуації, що склалася, капітан 2 рангу В.О. Архипов став на бік командира, виступивши на підтримку на борту статутної військової дисципліни. Згадані події було покладено в основу відомого американського фільму «К-19: Вдова» (англ. _The Widowmaker, Kathryn Bigelow, 2002). Як і більшість офіцерів, що перебували на борту, В.О. Архипов внаслідок аварії отримав чималу дозу радіації.

#### Участь вКарибських подіях
З грудня 1961 року В. О. Архипов продовжує військову службу на Північному флоті вже начальником штабу 69-ї бригади підводних човнів. 1 жовтня 1962 року, під час так званої  Карибської кризи в рамках секретної операції Генерального штабу Збройних сил СРСР «Анадир», підпорядкована Архипову бригада човнів була направлена до кубинського узбережжя. За цих напружених військово-політичних обставин командування операції не отримало чітких вказівок щодо можливого застосування атомної зброї. За день до відбуття В. О. Архипов спробував спеціально уточнити у заступника Головнокомандувача ВМФ адмірала В. О. Фокіна цілі та засоби операції:
|  | Не ясно, товаришу адмірал, для чого ми взяли атомну зброю. Коли і як нам слід її застосовувати? |

Натомість адмірал В. О. Фокін не зміг дати чітких роз'яснень. З іншого боку, начальник штабу Північного флоту сказав, що атомна зброя може бути застосована лише в разі нападу на човен, із завданням йому ушкодження або ж за спеціальною командою з Москви.

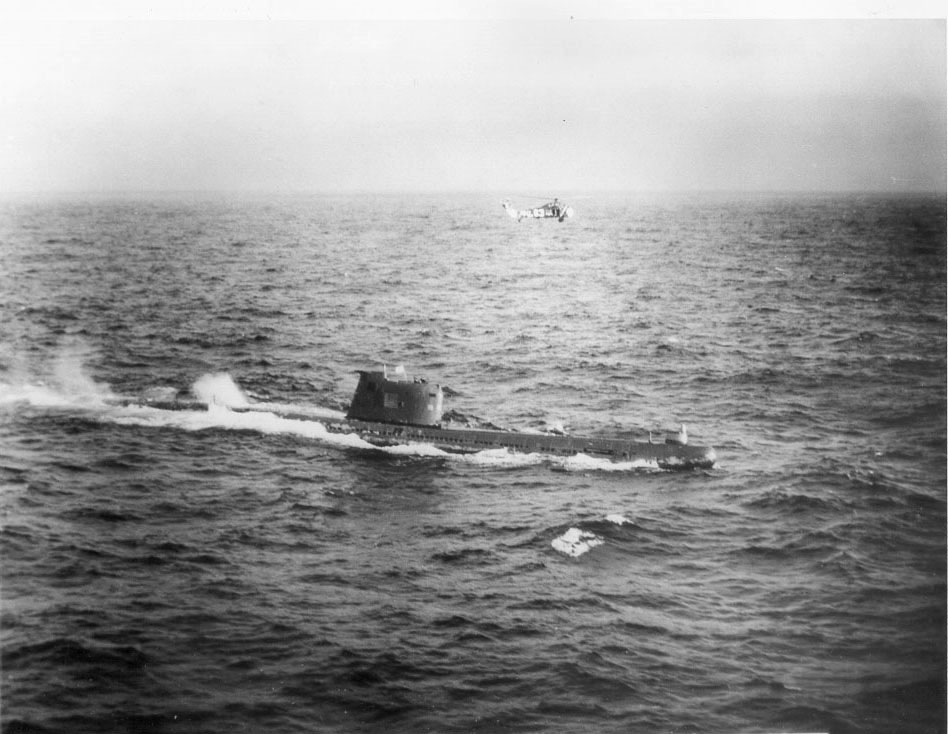
Радянський підводний човен «Б-59» біля берегів Куби

Під час цієї операції капітан 2 рангу В. О. Архипов перебував на борту ПЧ «Б-59» як старший командир. Човен «Б-59» був випущений в рамках т.з. «Проекту 641» і мав на борту атомну зброю.

Далі події розгорталися так. 27 жовтня 1962 року група військових кораблів, що налічувала 11 есмінців ВМС США, очолювана авіаносцем «Рендольф», оточила ПЧ «Б-59» біля кубинського узбережжя. Човен було піддано обстрілу американською авіацією. Крім того, згідно даних радянської сторони, проти «Б-59» були застосовані навіть глибинні бомби невеликої потужності. Це було сигналом до того, що човен повинен піднятися на поверхню для його ідентифікації. За деякими даними екіпаж радянського підводного човна про це не знав і, до того ж, був позбавлений радіозв'язку. Вибухи глибинних бомб трохи пошкодили корпус човна і температура у середині сильно зросла. В той же день над Кубою радянськими засобами ППО було збито американський літак-розвідник. Пілот загинув. Загальна ситуація була надзвичайно небезпечною і непередбачуваною. Світ був на порозі третьої світової війни. 

За даними національного архіву США, командир підводного човна «Б-59», капітан 2 рангу В. Г. Савіцький запанікував і був готовий застосувати у відповідь атомну торпеду. Однак Архипов виявив неабияку витримку і звернув увагу командира на сигнали, що надходили з боку американських кораблів. Запуск торпеди було скасовано і ПЧ подав сигнал американцям з проханням припинити провокації. Після цього американський літак було відкликано і ситуація певною мірою розрядилася. 28 жовтня човен піднявся на поверхню і американці дозволили йому безперешкодно покинути зону конфлікту.

Як свідчить один з безпосередніх учасників цих подій, капітан 2 рангу В. П. Орлов, ситуація була менш критичною. Попри те, що командир корабля втратив витримку, два інших вищих офіцера, в тому числі й В. О. Архипов, заспокоїли його і, таким чином, ситуацію було взято під контроль. Згідно інших даних, проти такого вкрай небезпечного рішення командира був тільки Архипов. За будь-яких обставин, слід визнати, що роль Архипова як старшого на борту була ключовою в ухваленні кінцевого рішення.

#### Продовження служби на флоті
Після політичного врегулювання Карибської кризи В. О. Архипов продовжив службу на тій же посаді, а в листопаді 1964 року його було призначено командиром 69-ї бригади підводних човнів. Пізніше Архипов командував 37-ю дивізією підводних човнів.

У грудні 1975 року в ранзі контр-адмірала Архипова було призначено начальником рідного йому Каспійського вищого військово-морського училища імені С. М. Кірова. На цій посаді він пробув до листопада 1985 року. 10 лютого 1981 року Архипову було присвоєно військове звання віце-адмірала.

#### Останні роки життя
Після звільнення в запас віце-адмірал В. О. Архипов жив в дачному селищі Купавна (з 2004 року мікрорайон міста  Залізничний), Московської області. Він був головою ради ветеранів міста Залізничний. Похований В. О. Архипов на міському кладовищі.

## Нагороди
- Орден Червоного Прапора
- Орден Червоної Зірки
- Орден Вітчизняної війни II ступеня
- Медаль «За перемогу над Японією»
- Медаль «За перемогу над Німеччиною у Великій Вітчизняній війні 1941—1945 рр.»
- Медаль «За бойові заслуги»
- Медаль «За відзнаку в охороні державного кордону СРСР»
- Медаль «За зміцнення бойової співдружності»
- Медаль «У пам'ять 850-річчя Москви»
- Медаль Жукова
- Медаль «Ветеран Збройних сил СРСР»

В 2003 посмертно був удостоєний італійської національної премії Ротонді «Ангели нашого часу» за стійкість, мужність, витримку, проявлені в екстремальних умовах. В січні 2005 року ця нагорода була вручена вдові Василя Олександровича.
В 2017 посмертно був удостоєний премії «Майбутнє Життя». 50 тисяч доларів були передані внуку Василя Архипова.

## Фільмографія
- «Карибська криза: Людина, яка врятувала світ» (реж. Пітер Ентоні)[уточнити].